# Masaru Yokoyama
Masaru Yokoyama (横山克, Yokoyama Masaru), né le 3 novembre 1982 dans la préfecture de Nagano, est un compositeur et arrangeur de sons japonais, représenté par le label Miracle Bus.

## Biographie
Masaru Yokoyama a fait des études d'ingénieur informatique et de sciences dans l'institut de technologie de Nagano et de composition à l'Université de musique de Kunitachi. Il est connu pour ses diverses bandes originales de drama, anime et films.

## Filmographie

### Animes
- 2007 :
  - KimiKiss: pure rouge

- 2008 :
  - Moegaku

- 2009 :
  - Queen's Blade

- 2010 :
  - Arakawa Under the Bridge
  - Heroman

- 2011 :
  - Freezing
  - Hen Zemi

- 2012 :
  - Buta
  - Queen's Blade: Rebellion
  - Acchi Kocchi
  - Joshiraku

- 2013 :
  - Chōjigen game Neptune: The Animation
  - Freezing Vibration
  - Yūsha ni narenakatta ore wa shibushibu shūshoku o ketsui shimashita.
  - Machine-Doll wa Kizutsukanai

- 2014 :
  - Nobunaga the Fool
  - Nobunaga Concerto
  - Bugie d'aprile
  - Madan no ō to Vanadis

- 2015 :
  - The Rolling Girls
  - Yamada-kun e le 7 streghe
  - Plastic Memories
  - Ranpo kitan: Game of Laplace
  - Mobile Suit Gundam: Iron-Blooded Orphans

- 2016 :
  - BBK/BRNK
  - The Lost Village
  - WWW.Working!!
  - Occultic;Nine
  - Monster Hunter Stories: Ride On

- 2017 :
  - Kuzu no honkai
  - Interviews with Monster Girls
  - Kabukibu!
  - Sin Nanatsu no Taizai (Seven Mortal Sins)
  - Fate/Apocrypha
  - Love & Lies

- 2018 :
  - Dakaretai Otoko 1-i ni Odosarete Imasu.
  - Sirius the jager
  - Monster Strike: Hangyuka no da Tenshi
  - Kishuku gakkō no Juliet

- 2019 :
  - Mobile suit gundam Tekketsu no Orphans-Urôr-Hunt
  - Le Bleu du ciel dans ses yeux

- 2020 :
  - Magatsu Wahrheit

### Drama
- 2009 :
  - Ijin no kuru heya

- 2010 :
  - Taxmen
  - Keishichō Shissōka: Takagi Kengo
  - Hammer Session!

- 2011 :
  - Hanawa-ke no yon shimai
  - Mitsu no aji: A Taste of Honey

- 2012 :
  - Risō no musuko
  - Nekoben: shitai no minoshirokin
  - Answer: keishichō kenshō sōsa-kan
  - Ren'ai kentei
  - Akumu-chan

- 2013 :
  - Yakō kanran-sha
  - 35-sai no kōkōsei
  - Na mo naki doku
  - Nanatsu no kaigi
  - Honey Trap
  - Christmas Drama: tenshi to jump

- 2014 :
  - Fukuie keibuho no aisatsu
  - Alice no toge
  - Peter no sōretsu
  - Jigoku Sensei Nūbē
  - N no tame ni

- 2015 :
  - Masshiro
  - Zannen na otto.
  - Shin Kiseki no dōbutsuen: Asahiyama dōbutsuen monogatari 2015 - inochi no baton
  - Tatakau! Shoten girl
  - Napoleon no mura
  - Kekkonshiki no zenjitsu ni

- 2016 :
  - Specialist
  - Boku no yabai tsuma
  - Suna no tō: shirisugita rinjin

- 2017 :
  - Reverse
  - Warotenka

- 2018 :
  - Holiday love
  - Zettai Reido 3

- 2019 :
  - Keiji Zero

### Films
- 2011 :
  - Inu to anata no monogatari: inu no eiga
  - High School Debut
- 2014 :
  - Akumu-chan
- 2015 :
  - Heroine shikkaku
  - Kokoro ga sakebitagatterun da.
- 2016 :
  - Garakowa: Restore the World
  - Chihayafuru

- 2017 :
  - 22-nen-me no kokuhaku: watashi ga satsujinhan desu

- 2018 :
  - 3D Kanojo:Real Girl
  - Cafe Funiculi Funicula (コーヒーが冷めないうちに, Kōhī ga samenai uchi ni?) d'Ayuko Tsukahara